# Venezuelas Davis Cup-lag
Venezuelas Davis Cup-lag styrs av Venezuelas tennisförbund och representerar Venezuela  i tennisturneringen Davis Cup, tidigare International Lawn Tennis Challenge. Venezuela debuterade i sammanhanget 1957, och nådde kvalet till elitdivisionen 1995 och 2002.